# Phlebia sordida
Phlebia sordida är en svampart som beskrevs av Rick 1938. Phlebia sordida ingår i släktet Phlebia och familjen Meruliaceae.   Inga underarter finns listade i Catalogue of Life.